# I'm gonna make you mine (Lou Christie)
I’m gonna make you mine is een single van Lou Christie. Het is afkomstig van zijn album met dezelfde titel.
Claude François maakte een cover onder de titel: Tu seras toute à moi. Il Supergroupo maakte een Italiaanse versie onder Ehi, Ehi, Cosa Non Farei.
Tanya Blount nam een liedje op onder dezelfde titel, maar het is een ander nummer.

## Hitnotering
In Duitsland stond het plaatje slechts een week genoteerd op plaats 29, daarna verdween ze uit de hitparade aldaar. In het Verenigd Koninkrijk stond Christie zeventien weken genoteerd met als hoogste plaats nummer 2, gestopt door Sugar, Sugar van The Archies. In de Verenigde Staten haalde hij 12 weken notering en een hoogste plaats nummer 10 in Billboard Hot 100.

### Nederlandse Top 40
| Positie: | 28 | 22 | 20 | 19 | 26 | uit |

### NederlandseDaverende 30
| Positie: | 23 | 14 | 17 | 22 | uit |

### Voorloper van VlaamseUltratop 30
| Positie: | 17 | uit |

### NPO Radio 2 Top 2000
I'm Gonna Make You Mine stond alleen in 2000 in de NPO Radio 2 Top 2000, op plek 1968.